# Abraxas leucomelaina
Abraxas leucomelaina är en fjärilsart som beskrevs av Edward Alfred Cockayne 1951. Abraxas leucomelaina ingår i släktet Abraxas och familjen mätare. Inga underarter finns listade i Catalogue of Life.